# Fusível

Símbolo IEC do fusível

Em eletrônica e em engenharia elétrica, fusível  é um dispositivo de proteção contra sobrecorrente em circuitos. Consiste de um filamento ou lâmina de um metal ou liga metálica de baixo ponto de fusão que se intercala em um ponto de uma instalação elétrica, para que se funda, por efeito Joule, quando a intensidade de corrente elétrica que o percorre superar um determinado valor, devido a um curto-circuito ou sobrecarga, o que poderia danificar a integridade dos condutores, com o risco de incêndio ou destruição de outros elementos do circuito.
Fusíveis e outros dispositivos de proteção contra sobrecorrente são uma parte essencial de um sistema de distribuição de energia para prevenir incêndios ou danos a outros elementos do circuito.

## História
Breguet recomendava o uso de condutores de seção reduzida para proteger estações de telégrafos contra raios; ao fundirem-se e então abrirem o circuito, os fios mais finos então protegeriam o aparato e fiação dentro da edificação. Uma variedade de elementos fusíveis, seja de fio ou de lâminas finas, estiveram em uso para proteger cabos de telégrafos e instalações de iluminação, desde pelo menos 1864.
Um fusível foi patenteado por Thomas Edison em 1890 como parte de seu sistema de distribuição elétrica.

## Tipos de fusíveis
Fusíveis ultrarrápidos (classe aR) são uma excelente proteção contra curtos-circuitos, porém não são adequados contra sobrecargas.
Simples, pois, quando utilizamos os fusíveis tipo NH (NH são as iniciais de Niederspannungs Hochleistungs, que em alemão significa "Baixa Tensão e Alta Capacidade de Interrupção"), que atendem a norma IEC60269-2-1 (NBR11841), a faixa de interrupção e a categoria de utilização (curva Tempo vs Corrente), foram convencionadas com um conjunto de letras e não com as denominações ("retardados","rápidos" e "ultrarrápidos").
A IEC utiliza a montagem com 2 letras, sendo que a primeira letra, denomina a "Faixa de Interrupção", ou seja, que tipo de sobrecorrente o fusível irá atuar, que são:
- "g" - atuação para sobrecarga e curto-circuito;
- "a" - atuação apenas para curto-circuito.

A segunda letra, denomina a "Categoria de Utilização", ou seja, que tipo de equipamento o fusível irá proteger, que são:
- "L/G" - proteção de cabos e uso geral;
- "M" - proteção de motores;
- "R"- proteção de circuitos com semicondutores.

Sendo assim, temos as montagens dos principais fusíveis utilizados no mercado:
- "gL/gG" - fusível para proteção de cabos e uso geral (atuação para sobrecarga e curto-circuito)

(esta curva é que em sua maioria denominam erroneamente de "retardados")
- "aM" - fusível para proteção de motores

(pela confusão, nunca se sabe se esta curva pode denominar-se "rápida" ou "retardada")
- "aR" - fusível para proteção de semicondutores

(este podendo ser chamado de "ultrarrápido", por não criar conflito com outras curvas)

### Termo-fusível
Um termo-fusível, além de acumular a função do fusível propriamente dito, permite também proteger determinados equipamentos, caso a sua temperatura ultrapasse determinados valores. Assim protege o equipamento contra sobrecargas, não diretamente usando a corrente de consumo, mas sim a sua temperatura exterior, já que estes termo-fusíveis, estão colocados junto à carcaça para vigiar a sua temperatura.

### Fusível mecânico
Este deve ser o menos conhecido de entre os eletrotécnicos, visto que se trata de um dispositivo mecânico. Permite separar sistemas mecânicos, quando entram em bloqueio (devido a um esforço anormal). Para não transmitir o problema à fonte energética, o fusível mecânico quebra-se, usando as propriedades previsíveis do cisalhamento dos materiais.

### Chave fusível
A chave fusível é utilizada para proteção de equipamentos e ramais das redes de distribuição de energia elétrica. São operadas por vara de manobra.